# Nupserha infuscata
Nupserha infuscata là một loài bọ cánh cứng trong họ Cerambycidae.